# John Frederick Haldon
John Frederick Haldon FBA (Newcastle upon Tyne, 23 d'octubre del 1948) és un historiador britànic, catedràtic emèrit Shelby Cullom Davis '30 d'Història d'Europa, catedràtic emèrit d'Història Bizantina i Estudis Hel·lènics i exdirector del Centre Mossavar-Rahmani d'Estudis Iranians i del Golf Pèrsic a la Universitat de Princeton.

### Joventut i educació
El 1970 es graduà per la Universitat de Birmingham amb la tesi Arms, armour and tactical organisation of the Byzantine army from Maurice to Basil II (‘Armes, armadura i organització tàctica de l'exèrcit bizantí des de Maurici fins a Basili II’). Posteriorment obtingué un màster per la Universitat de Múnic (Alemanya). El 1975 tornà a la Universitat de Birmingham per completar el seu doctorat sobre Aspects of Byzantine military administration: the Elite Corps, the Opsikion, and the Imperial Tagmata from the sixth to the ninth century (‘Aspectes de l'administració militar bizantina: el cos d'elit, l'Opsícion i els tagmes imperials entre els segles vi i ix’ sota la supervisió d'Anthony Bryer. Així mateix, estudià grec modern a la Universitat Nacional i Kapodistríaca d'Atenes. En un primer moment, volia estudiar la història romanobritànica i centrar-se en la Gran Bretanya postromana, però acabà canviant de camp d'estudi.

## Carrera
Un cop graduat per la Universitat de Birmingham, obtingué una beca postdoctoral a l'Institut de Bizantinística de la Universitat de Múnic (1976-1979). Entre el 1980 i el 1995 fou professor lector de la Universitat de Birmingham. Entre el 1995 i el 2000 fou director del Centre d'Estudis Bizantins, Otomans i Neohel·lènics de la mateixa universitat. Entre el 2000 i el 2005 fou cap de l'Escola d'Estudis Històrics de la mateixa institució.
El 2005 s'uní al personal docent de la Universitat de Princeton, on fou catedràtic d'Història Bizantina i Estudis Hel·lènics i (a partir del 2009) catedràtic Shelby Cullom Davis d'Història d'Europa fins a la seva jubilació el 2018. Alhora, fou membre sènior del Centre d'Estudis Bizantins de Dumbarton Oaks, a Washington DC, des del 2007 fins al 2013. A Princeton, també fou director d'estudis de postgrau de la Facultat d'Història (2009-2018) i director fundador del Centre Mossavar-Rahmani d'Estudis Iranians i del Golf Pèrsic (2013-2018). Fou director global del Projecte Arqueològic d'Avkat (2006-2012, treball de camp enllestit el 2010) sota l'ègida de l'Institut Britànic d'Ankara. Des del 2013 ha estat director de la Iniciativa de Recerca sobre Canvi Climàtic i Història de Princeton i des del 2018 director del Laboratori d'Història del Medi Ambient del Programa d'Estudis Medievals.
És autor o coautor d'una vintena curta de llibres, incloent-hi sis monografies: The Empire That Would Not Die: The Paradox of Eastern Roman Survival, 640–740 (2016), Byzantium in the Iconoclast Era c. 680–850: A History (amb Leslie Brubaker, 2011), Warfare, State and Society in the Byzantine World, 565–1204 (1999), The State and the Tributary Mode of Production (1993), Byzantium in the Seventh Century: The Transformation of a Culture (1990) i Byzantine Praetorians: An Administrative, Institutional and Social Survey of the Opsikion and Tagmata, c. 580–900 (1984).
La seva recerca se centra en la història de l'Imperi Romà d'Orient, dit «Bizantí», en particular en el període entre el segle vii i el segle xii; els sistemes i estructures d'estat als mons europeu i islàmic des de l'antiguitat tardana fins a l'edat moderna; l'impacte de l'estrès ambiental sobre la resiliència social en els sistemes socials premoderns; i la producció, distribució i consum de recursos a l'antiguitat tardana i l'edat mitjana.

## Premis i distincions
- Membre de l'Acadèmia Britànica (2021)[12]
- Membre de l'Institut Arqueològic d'Amèrica
- Membre de l'Institut Britànic d'Ankara
- President de l'Associació Internacional d'Estudis Bizantins (2016-2022)
- Membre corresponent de l'Acadèmia Austríaca de Ciències a Viena (2010)[1]
- Membre extern de l'Accademia Nazionale dei Lincei a Roma (2024)